# Фредеріка Отто
Фредеріка Отто (нім. Friederike Elly Luise «Fredi» Otto; нар. 1982) — німецька кліматологиня, фахівчиня з екстремальних погодних явищ. Доктор, в. о. директора Інституту змін середовища Оксфордського університету, де співпрацює з 2011 року, керівник і координаторка проекту ClimatePrediction.net.
Закінчила Потсдамській університет (магістр фізики). 2012 року здобула ступінь доктора філософії з філософії науки у Вільному університеті Берліна.
Автор публікацій в Nature Climate Change, Scientific Reports, Climate Change тощо. Цитується BBC, The Times тощо.